# João II Bentívolo
João II Bentívolo (em italiano: Giovanni II Bentivoglio; Bolonha, 15 de fevereiro de 1443 – Milão, 13 de fevereiro de 1508) foi um nobre bolonhês que exerceu a função de senhor da cidade.

## Início da carreira política
João II nasceu em Bolonha no dia 15 de fevereiro de 1443, sendo o único filho de Donnina Visconti e de Aníbal I, destacado líder nas longas batalhas pela autonomia de Bolonha contra o duque de Milão, Felipe Maria Visconti, o papa Eugênio IV e Nicolau Piccinino. Após a morte de seu pai em 24 de junho de 1445, vítima de um atentado orquestrado pelo duque de Milão, a facção bentivoliesca, composta pelas mais importantes famílias de Bolonha, uniu-se para garantir a continuidade da liderança de Aníbal I, conferindo o primado da cidade a um parente dele, para manter o equilíbrio político e a defesa da independência de Bolonha.
Como João II tinha apenas três anos na época da morte de seu pai, foi necessário que um parente assumisse o poder em seu nome. Sante, filho natural de Hércules Bentívolo e anteriormente designado para essa função após a renúncia de Ludovico Sforza, assumiu a tutela de João II. Sob a orientação de Sante, João II começou a desempenhar funções públicas desde muito jovem, sendo nomeado cavaleiro em 26 de janeiro de 1452 pelo imperador Frederico III e recebendo o grau senatorial no mesmo ano, embora sem o direito de voto, concedido somente em 1459.
Durante o período de sua juventude e início da vida pública, João II foi reconhecido por seu papel emergente na política bolonhesa. Em 1459, foi eleito para representar Bolonha em uma cerimônia de homenagem ao papa Pio II e, no ano seguinte, recebeu um diploma imperial que o nomeava comites do Sacro Palácio Lateranense. Em 1461, assumiu a posição de capitão do portão da Strada Maggiore. Esses eventos marcam o início de sua ascensão na política e sua preparação para eventual liderança, consolidando sua posição na administração bolonhesa e na defesa da autonomia da cidade.

## Consolidação política
As guerras alteraram significativamente as relações entre João II e o magistrado dos Reformadores. O primado de Bentívolo na magistratura suprema de Bolonha havia representado, até então, a unidade essencial das famílias associadas à facção bentivoliana, que compartilhava a mesma visão geral sobre a política interna e as relações com os estados italianos e o papado. No entanto, a postura de João II, hostil a Sisto IV entre 1478 e 1483, provocou a primeira fratura entre os principais líderes políticos de Bolonha e o gonfaloneiro vitalício. A tentativa dos Reformadores de moderar o envolvimento de João II na liga foi infrutífera, levando-o a desconsiderar seu consenso e desautorizar efetivamente o governo legítimo da cidade.
O acordo entre a oligarquia senatorial e João II, que durou cerca de duas décadas, foi comprometido pela crescente insatisfação dele com qualquer limitação ao seu poder. Ele buscou consolidar sua posição pessoal por meio da ampliação de laços com poderosos senhores regionais e pelo estabelecimento de uma base popular através de ostentação e caridade, semelhante ao modelo de Lourenço de Médici. João II expandiu seus vínculos familiares e iniciou uma política de mecenato que trouxe o Renascimento a Bolonha, transformando a cidade e suas tradições políticas em um regime senhoril.
O episódio da morte de Galeotto Manfredi e a subsequente prisão de João II revelaram a robustez de sua posição política. A reação imediata de apoio de várias potências italianas e a rápida intervenção de Lourenço demonstraram a importância crucial de João II no equilíbrio político da Itália. Após sua libertação, consolidou seu controle pessoal sobre Bolonha, com o reconhecimento formal da Santa Sé e o apoio de seus aliados. A repressão da conspiração dos Malvezzi em 1488 selou a transformação do primado de Bentívolo em uma senhoria pessoal, embora ainda formalmente dependente do papado, e fortaleceu sua posição como líder absoluto da cidade.

## Senhoria de Bolonha
A posição de destaque alcançada por João II na política italiana tornou-se particularmente evidente com a iminência da expedição de Carlos VIII, quando Bolonha se tornou o centro de um intenso jogo diplomático visando garantir o apoio de João II para uma das duas partes em disputa. Sua força militar, que havia aumentado consideravelmente nos últimos anos, sua influência sobre os senhores da Romanha e, acima de tudo, a localização geográfica de seu Estado, que bloqueava o acesso da Romanha ao Reino de Nápoles, suscitaram preocupações desiguais. Por um lado, isso inquietava o rei francês e Ludovico Sforza; por outro, alarmava Alexandre VI, Pedro de Cosme de Médici e Afonso de Aragão.
Pessoalmente, João II não concordava com a política audaciosa de Lodovico, que, ao solicitar a intervenção francesa, rompia definitivamente com o tradicional sistema de equilíbrio italiano. No entanto, além desse fator geral, vários outros impedimentos o faziam hesitar em apoiar decididamente o lado milanês, ao qual estava ligado por compromissos diplomáticos e militares tradicionais. Entre esses impedimentos estavam os laços igualmente tradicionais com Florença e com o Reino de Nápoles, bem como os vínculos com a Santa Sé. Especialmente estes últimos não se deviam apenas à dependência formal de Bolonha em relação ao papado, mas porque João II esperava de Alexandre VI um reconhecimento definitivo de sua posição de príncipe: a concessão ao seu filho, Antônio Galeácio, da dignidade cardinalícia, um título que a família Bentívolo nunca havia obtido e que a elevaria ao mesmo prestígio dos Sforza, dos Médicie e dos Estensi.
A melhor evidência do prestígio e da força de João II foi fornecida, em 1496, pela República de Veneza, pelo Papa Alexandre VI e por Ludovico. Reconhecendo a importância de contar com Bolonha sob sua influência, esses três poderosos intervenientes empenharam-se para reintegrar João II no equilíbrio, efemeramente restabelecido após a breve e fácil aventura de Carlos VIII. Para isso, contrataram-no coletivamente com um estipêndio anual de 30 mil ducados.
No entanto, a aliança renovada com João II não foi suficiente para garantir o apoio de Ludovico quando este foi atacado, da mesma forma que não tinha sido eficaz quando Ludovico era o agressor. Com o início da conquista do ducado por Luís XII, João II, após um primeiro envio de socorros sob o comando de seu filho Alexandre, evitou continuar a apoiar Ludovico quando a situação se deteriorou. Com Luís XII estabelecido em Milão, João II esperava restabelecer os laços políticos com o novo senhor do ducado que anteriormente o haviam ligado aos Sforza, aproveitando ao máximo a necessidade tradicional da política milanesa de expandir-se em direção à Romanha. No entanto, a situação havia mudado profundamente com a intervenção do novo fator dinâmico representado pelas vastas ambições políticas de César Bórgia, o Valentino. Desta vez, se João II desejava ser garantido contra as pretensões papais sobre Bolonha pelo senhor de Milão, teve que aceitar o pagamento de um pesado tributo de 40 mil ducados, ele que até então havia recebido remuneração de Milão. Este foi o primeiro sinal ameaçador de decadência, também aos olhos dos bolonheses, que se resignaram com dificuldade a pagar o elevado tributo. Além disso, a proteção de Luís XII não era uma garantia absoluta: durante quatro anos, João II e sua cidade viveram sob o temor das ações imprevisíveis de Valentino, que não escondia seu desejo de transformar Bolonha na capital de seu ducado. Enquanto ao redor de Bolonha, os Varano, os Sforza, os Manfredi, os Montefeltro e os Malatesta caíam um por um sob os golpes do filho de Alexandre VI, João II recorreu a todos os seus recursos financeiros e diplomáticos, à sua popularidade entre os bolonheses e, principalmente, ao medo deles de cair nas mãos dos Bórgia, para evitar um destino que parecia inevitável. No outono de 1501, sacrificou a vida do jovem sobrinho Astório III Manfredi em uma tentativa incerta de aliança com Valentino. Quando Bórgia surpreendeu Castel Bolognese e ameaçou de perto a cidade, conseguiu mobilizar o orgulho dos bolonheses armando toda a população e, combinando a ameaça de uma resistência extrema com a oferta de um pesado tributo, conseguiu afastar o adversário. Com o massacre dos Marescotti — cujos contatos secretos com Valentino foram traiçoeiramente revelados a João II pelo próprio duque — eliminou toda ameaça interna. Incitou a revolta dos contendores contra Bórgia, enviando seu filho Hermes ao encontro da Magione com Vitellozzo Vitelli, Gian Paolo Baglioni, os Orsini e outros rebeldes, mas acabou determinando o fracasso da aliança ao obter um acordo separado com Valentino. Quando recebeu de Alexandre VI o convite para ir a Roma com seus filhos para negociar uma paz definitiva, soube interpretar corretamente o sentimento do papa; não cedeu nem à força nem às artimanhas e, ao final desse conflito mortal de traições, quando a súbita morte de Alexandre VI também pôs fim à breve aventura de Valentino, o senhor de Bolonha parecia, mais uma vez, vitorioso.
Na realidade, tratava-se de um sucesso momentâneo. A posição de João II em sua cidade havia se enfraquecido consideravelmente devido ao regime de opressões e violências que, durante a crise, seus filhos impuseram mais do que ele próprio. O massacre dos Marescotti, uma das famílias mais ilustres da cidade, tradicionalmente aliada dos Bentívolo e que desde os tempos de Aníbal I havia prestado grandes serviços, foi extremamente mal recebido pela cidadania, especialmente porque as provas apresentadas por Valentino, contra eles eram longe de ser irrefutáveis. Era inevitável que, em decorrência disso, se espalhasse entre os bolonheses um forte sentimento de insegurança, o que representava o pior cenário para um regime como o de João II. O próprio compreendeu rapidamente as consequências negativas do massacre, que havia sido organizado pelo filho Hermes sem seu conhecimento. No entanto, ele não teve a força necessária para adotar uma medida rigorosa contra os responsáveis e foi obrigado a assumir a responsabilidade política pelo ocorrido. Outros eventos trágicos, em parte resultantes da guerra, afetaram a vida de Bolonha nos anos seguintes: uma grave fome, a peste, o "mal mazucco", e um terremoto que causou danos em várias partes da cidade. No entanto, o aspecto mais significativo foi o enfraquecimento da posição financeira de João II, o que minou sua própria posição política.
As fortunas políticas dos Bentívolo cresceram em paralelo ao acúmulo de um significativo patrimônio familiar, obtido ao vincular cada vez mais estreitamente a pessoa dos senhores, desde Aníbal I até João II, à administração financeira da cidade. O fundamento primordial da fortuna dos Bentívolo foi a concessão feita pelo Comune, em 1443, a Aníbal I, como reconhecimento por ter libertado a cidade de Piccinino, do imposto sobre as "carteselle" – uma taxa de 5% sobre todos os contratos de compra e venda e sobre os dotes matrimoniais. Aníbal I obteve essa concessão por cinco anos, e ela foi posteriormente renovada por períodos determinados a Sante e a João II, até que Inocêncio VIII a concedeu a João II por toda a vida, com o direito de transmiti-la ao seu primogênito. Outras formas de participação direta de João II na administração financeira da cidade, em particular o imposto "dos Judeus" e o contrato de fornecimento de sal à Veneza, elevaram essa participação para cerca de um quarto do capital da tesouraria da cidade ao final de sua senhoria. Para enfrentar as despesas excepcionais durante o período de resistência aos Bórgia, João II foi forçado a utilizar toda a sua influência financeira. Quando o perigo representado por Valentino finalmente cessou, João II havia perdido completamente sua participação na administração financeira da cidade, e o patriciado local podia considerá-lo como um senhor de fato despojado de seu poder.
Mas provavelmente essas condições subjetivas de fraqueza não teriam sido suficientes para determinar o fim iminente da senhoria dos Bentívolo. Este deve ser avaliado principalmente dentro de um processo no qual o ressentimento de uma fração cada vez maior da cidadania em relação aos filhos dissolutos e opressores de João II, as pressões dos exilados Malvezzi e Marescotti sobre o novo pontífice, e a própria animosidade de Júlio II em relação a João II, acusado, aparentemente, de ter conspirado com o Valentino, contra o cardeal de São Pedro em Víncoli, desempenham um papel totalmente subordinado, meramente ocasional. Na verdade, a sobrevivência de Bolonha como uma cidade politicamente autônoma era claramente incongruente com a evolução do Estado pontifício defendida pelos Bórgia e vigorosamente retomada por Júlio II. João II erroneamente pode ter se considerado vencedor sobre o Valentino; três anos depois, tornou-se vítima do mesmo programa de eliminação dos senhorios da Itália central e de reorganização do Estado da Igreja que havia sido implementado pelo duque da Romanha.
Diante desse cenário, Bolonha já não podia mais contar com o apoio dos duques de Milão, que até então haviam sido sua principal defesa contra as tentativas dos pontífices de restabelecer sua autoridade na cidade. Com os franceses em Milão, o antigo equilíbrio italiano que resistia à forte presença eclesiástica no local havia mudado profundamente, favorecendo uma visão política mais abrangente que integrava os relacionamentos entre os novos governantes do ducado e a Santa Sé em uma dimensão europeia. Desde o início de seu pontificado, Júlio II estava consciente dessa nova realidade, o que o levou a tomar uma decisão enérgica ao enfrentar o desafio da submissão de Bolonha. Ele reconhecia que o controle sobre a cidade era essencial para qualquer tentativa eficaz de restaurar o Estado da Igreja na Romanha. O suporte fornecido por João II, após a morte de Alexandre VI, aos Riario, Manfredi e Malatesta para recuperarem suas antigas terras, ilustrava claramente essa importância. Além disso, a presença forte do Estado eclesiástico no local era crucial, conforme entendido por Della Rovere, devido ao papel significativo que deveria desempenhar diante das grandes potências europeias.

## Expulsão de Bolonha
Júlio II dedicou três anos de preparação antes de iniciar a campanha contra Bolonha: um período durante o qual consolidou firmemente seu poder em Roma, enfrentando as facções dos Colona e dos Orsini, além de lidar com os cardeais. Simultaneamente, conduziu negociações com Luís XII e a Veneza para evitar que impedissem seu projeto. Encontrou resistências significativas de ambos os lados, que foram parcialmente superadas pela concessão de diversos privilégios eclesiásticos. Na prática, tanto a República quanto o rei tentaram desencorajar o papa e retardar a conclusão de um acordo. No entanto, o pontífice pôs fim às hesitações com uma decisão que recebeu elogios de Nicolau Maquiavel: em agosto de 1506, iniciou as hostilidades contra João II. Durante um consistório em 17 de agosto daquele ano, declarou sua intenção de marchar sobre Bolonha para libertar a cidade dos Bentívolo.
João II, que há muito tempo estava ciente da ameaça iminente, inicialmente deixou-se influenciar no início do ano pelos prognósticos favoráveis dos astrólogos, rejeitando as previsões de "grande infortúnio" feitas por um deles, Luca Gaurico. Indignado com Gaurico, ordenou que fosse preso e açoitado três vezes, entregando-o então ao inquisidor de São Domingos sob acusação de invocação de demônios, heresia e renúncia a Cristo.
Quando João II foi informado das intenções do pontífice, ele agiu rapidamente reunindo milícias e despachando embaixadores ao papa, ao rei da França e a Veneza. No entanto, as negociações com o papa não obtiveram sucesso, pois, seguindo o exemplo com Alexandre VI, recusou-se a viajar a Roma, onde Júlio II desejava que ele se defendesse das acusações dos exilados. A equivocada crença de que o rei da França não permitiria a instalação do papa em Bolonha levou-o a rejeitar qualquer outro possível acordo. Contudo, a determinação de Júlio II colocou Luís XII e Veneza diante de um fato consumado, e enquanto a República de Veneza se abstinha de intervir para não deteriorar as relações com o papa, o rei francês concordou em auxiliar militarmente a expedição, enviando um exército sob o comando de Chaumont. Assim, João II viu-se isolado diante do perigo iminente.
Enquanto Júlio II, após subjugar Perúgia, avançava em direção a Bolonha e, ao chegar a Forlì em 10 de outubro, emitiu uma bula contra os Bentívolo, declarando-os rebeldes e oferecendo uma recompensa de 12 mil ducados pela captura de João II vivo, e seis mil ducados se morto, e metade desses valores para cada um de seus filhos. Contra Bolonha, o papa ameaçou impor interdito e excomunhão a quem ajudasse os Bentívolo, medidas que foram efetivamente impostas nove dias depois, conforme o prazo dado pelo papa aos bolonheses para entregar a cidade.
Os bolonheses não permaneceram indiferentes às ameaças papais e, embora não ousassem tomar qualquer iniciativa contra os Bentívolo, estes não conseguiram encontrar na cidadania a solidariedade que esperavam. Os últimos dias de João II em Bolonha foram marcados por dúvidas angustiantes, alternando entre momentos de desânimo e súbitos retornos de orgulho. Como o político experiente que era, João II sabia que a batalha estava perdida, uma vez que a cidade estava cercada tanto pelas forças pontifícias quanto pelos franceses liderados por Chaumont. Por isso, após um acordo secreto com o marquês de Mântua, tenente-general do exército eclesiástico, começou a fazer com que alguns familiares deixassem a cidade à noite, levando consigo os tesouros da família.
Por outro lado, Genebra e os filhos, especialmente Hermes, incitavam-no a uma resistência até o fim, e certamente ele próprio não havia esquecido a promessa feita a Pedro de Médici. Portanto, João II continuava a reunir o maior número possível de tropas e lhes prometia solenemente que não abandonaria a cidade. No entanto, quando perdeu as últimas esperanças de obter a proteção de Chaumont, resignou-se ao inevitável, aceitando a última oferta do papa: deixar a cidade com todos os seus familiares, estabelecendo-se fora do Estado da Igreja e, sob essa condição, mantendo todos os seus bens. Assim, na noite entre 1º e 2 de novembro de 1506, João II abandonou definitivamente Bolonha, dirigindo-se para a Lombardia.

## Tentativas de retorno a Bolonha e morte
Alguns meses depois de deixar a cidade, enviou um embaixador a Júlio II, solicitando ser readmitido e comprometendo-se em troca a toda obediência e satisfação. Contudo, o enviado recebeu apenas um sorriso desdenhoso do papa como resposta. Genebra e os filhos suportavam o exílio menos do que João II: a esposa o incentivava, após a saída do papa de Bolonha e a dissolução do exército eclesiástico, a tentar um retorno. No entanto, ele não quis assumir o risco sem o consentimento de Luís XII e enviou o filho Alexandre a Gênova para solicitar o assentimento francês para a empreitada.
Luís respondeu ambiguamente a Alexandre, o que pareceu ao filho de João II uma velada incitação à ousadia. Assim, Alexandre pôde assegurar aos irmãos Aníbal, Hermes e Antônio Galeácio, que, reunindo um pequeno exército nos feudos das famílias amigas dos Pio e dos Rangoni, marcharam sobre Bolonha em maio de 1507. No entanto, foram enfrentados em Casalecchio por um exército pontifício e derrotados.
Em consequência dessa tentativa fracassada, Hércules Marescotti liderou a plebe em Bolonha para destruir completamente o palácio Bentívolo; e, em Milão, a pedido de Júlio II, o governador francês prendeu João II. Alguns dias depois, João II, reconhecido como inocente, foi libertado. Convidado por Luís XII a ir à França para se justificar completamente, enviou o filho Alexandre, alegando uma doença como desculpa. Esta, de fato, provocou sua morte pouco tempo depois, em 13 fevereiro de 1508.